# Stefanie Tschegg
Stefanie Tschegg (* 7. Juli 1943 in Graz) ist eine österreichische Physikerin und emeritierte Professorin an der Universität für Bodenkultur Wien.

## Leben
Tschegg erhielt ihren Doktor von der Universität Wien im Jahre 1971. Von 1980 bis 1981 war sie assoziierte Gastprofessorin am Massachusetts Institute of Technology. Sie schloss ihre Habilitation in Physik 1982 ab. 1989 wurde sie Professorin für Physik an der Universität für Bodenkultur Wien.

## Forschung
Schwerpunktmäßig forscht sie zu strukturellen, mechanischen und bruchmechanischen Eigenschaften verschiedener Materialien sowie zur Entwicklung und Anwendung von Materialprüfverfahren; insbesondere Verfahren auf Ultraschallbasis.

## Schriften (Auswahl)
Drei ihrer meistzitierten Publikationen sind:
- H. Mayer, M. Papakyriacou, B. Zettl, S. E. Stanzl-Tschegg: Influence of porosity on the fatigue limit of die cast magnesium and aluminium alloys. In: International Journal of Fatigue. Band 25, Nr. 3, 1. März 2003, ISSN 0142-1123, S. 245–256, doi:10.1016/S0142-1123(02)00054-3 (sciencedirect.com).
- S. E. Stanzl-Tschegg, H. Mayer: Fatigue and fatigue crack growth of aluminium alloys at very high numbers of cycles. In: International Journal of Fatigue. Band 23, 1. Januar 2001, ISSN 0142-1123, S. 231–237, doi:10.1016/S0142-1123(01)00167-0 (sciencedirect.com).
- Stefanie E. Stanzl-Tschegg, Dong-Ming Tan, Elmar Karl Tschegg: New splitting method for wood fracture characterization. In: Wood Science and Technology. Band 29, Nr. 1, 1. Januar 1995, ISSN 1432-5225, S. 31–50, doi:10.1007/BF00196930 (englisch).

## Auszeichnungen
- 1977 Theodor-Körner-Preis[4]
- 1983 Kardinal-Innitzer-Preis[4]
- 2006 Tammann-Gedenkmünze der Deutschen Gesellschaft für Materialkunde[4][5]
- 2011 Ehrenmitglied des Deutschen Verbandes für Materialforschung und -prüfung (DVM)[3]